# The Man Who Wouldn't Marry
The Man Who Wouldn't Marry è un cortometraggio muto del 1913 diretto da Walter Edwin.

## Trama
Buckley, ricco scapolo, spiega perché non è mai arrivato davanti all'altare: quando aveva trent'anni, corteggiava la figlia di un milionario. Ma il padre di lei si era opposto a quel matrimonio. Qualche anno dopo, Buckley aveva conosciuto la ragazza giusta e lei lo aveva incoraggiato, lusingata dalla sua corte. Ma lui, dapprima aveva perso tempo per ammassare denaro, volendo diventare ricco, poi, non si era dichiarato perché trovava piacevole corteggiarla senza un impegno. La brutta sorpresa era stata quando un ex spasimante della ragazza, tornato dall'Australia, l'aveva chiesta in moglie e lei aveva subito accettato. Rimasto con il cuore spezzato, Buckley era invecchiato prematuramente, abbandonando ogni speranza di trovare l'amore.

## Produzione
Il film fu prodotto dalla Edison Company.

## Distribuzione
Distribuito dalla General Film Company, il film - un cortometraggio in una bobina - uscì nelle sale cinematografiche degli Stati Uniti il 12 aprile 1913.